# Diatomyidae

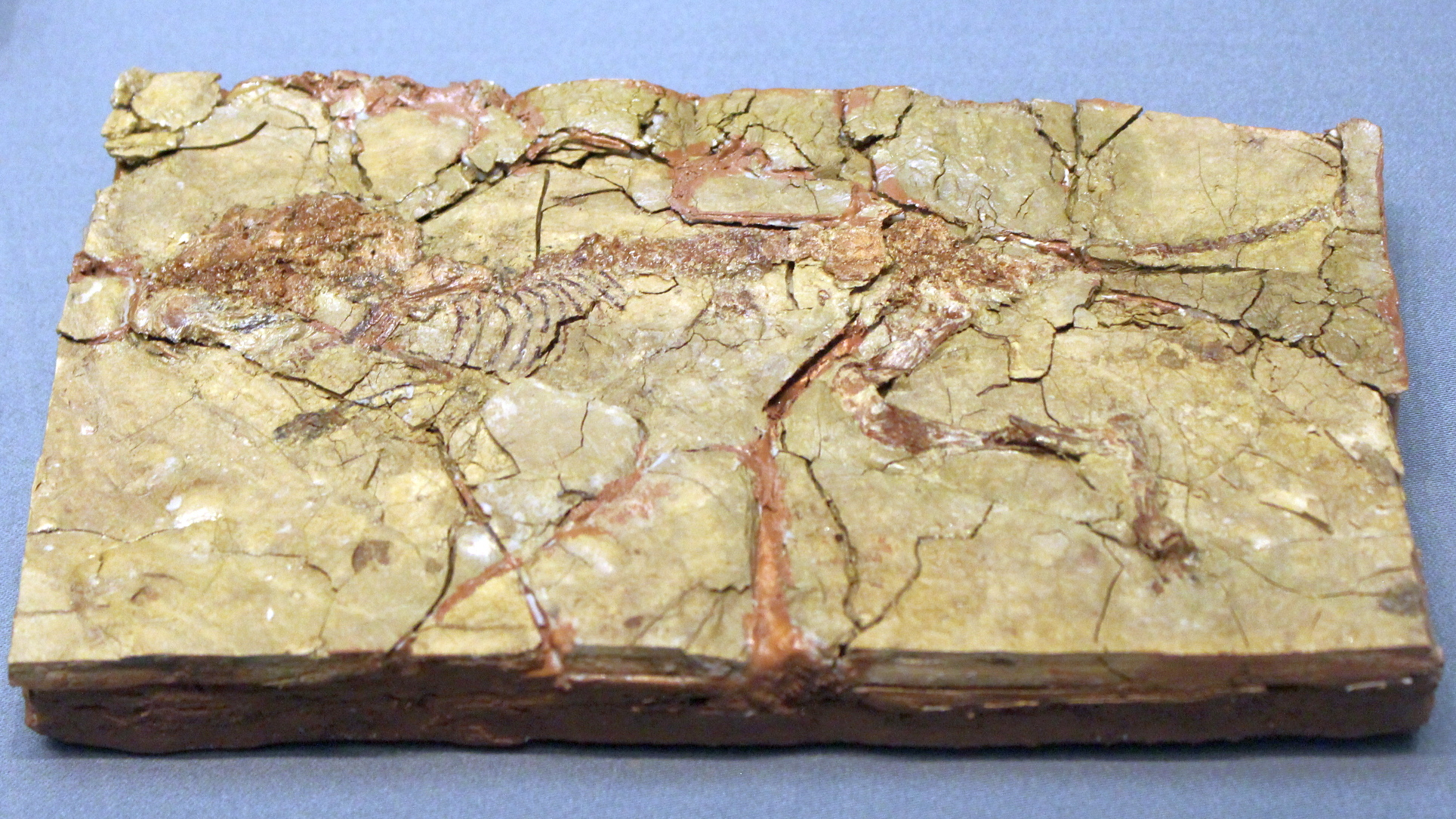
Ископаемый образец Diatomys shantungensis

Diatomyidae (лат.) — семейство грызунов из подотряда дикобразообразных (Hystricomorpha). В современной фауне представлены единственным видом — лаосской скальной крысой (Laonastes aenigmamus). Ископаемые остатки остальных десяти видов семейства известны из стран Южной и Юго-Восточной Азии, Китая, Японии и Саудовской Аравии.

## История открытия
До обнаружения Laonastes aenigmamus семейство было известно только по ископаемым остаткам. Их возраст находится в диапазоне от раннего олигоцена (фоссилии Fallomus из Пакистана и Белуджистана) до среднего и позднего миоцена (Diatomys).
В 2004 году Дженкинс с соавторами сообщили об открытии совершенно нового вида грызунов, Laonastes aenigmamus (лаосская скальная крыса), который был выделен в самостоятельное семейство Laonastidae. Они предположили, что этот грызун относился к инфраотряду Hystricognathi и был его базальным видом. В 2006 году Досон и др. пересмотрели филогенетическое положение Laonastes, основываясь на морфологических данных и учитывая ископаемые таксоны. Они заключили, что этот вид относится к Diatomyidae.
Досон с соавторами рассматривали этот вид как «таксон Лазаря» (то есть таксон, однажды пропавший из геологической летописи, но потом вновь в ней появившийся) в связи с разрывом в 11 миллионов лет с последними Diatomyidae и наличием этого вида сегодня. Единственным другим млекопитающим с сопоставимым по времени разрывом является чилоэский опоссум, относящийся к семейству соневидные опоссумы и известный по отложениям миоцена. Мэри Досон назвала Laonastes aenigmamus «латимерией грызунов».

## Ареал
Ныне живущие Diatomyidae представлены лишь лаосской скальной крысой, обитающей в провинции Кхаммуан в Лаосе. Ископаемые Diatomyidae были обнаружены в Пакистане, Индии, Таиланде, Китае, Японии и Саудовской Аравии.

## Биологическое описание
Diatomyidae похожи одновременно как на гребнепалых, так и на шипохвостообразных. Жевательная ямка у них увеличена и продолжается вплоть до первого щёчного зуба (p4). Эмаль резцов многослойная (как у долгонога, гребнепалых и Hystricognathi). Один малый коренной зуб в верхнем и нижнем ряду зубов увеличен (в отличие от редуцированного состояния у гребнепалых). Большинство Diatomyidae имеют коренные зубы с четырьмя корнями (кроме p4). У лаосской скальной крысы нижние коренные зубы имеют 4 корня, но верхние щёчные зубы имеют 3 корня, в том числе и U-образный передний корень, который может быть результатом слияния двух корней.

## Родственные отношения с другими грызунами
Уникальность скальной лаосской крысы была понятна с самого её открытия. Результаты филогенетического анализа Дженкинс и др. (2004) были несколько неубедительными и противоречивыми. Все морфологические и молекулярные исследования показали, что лаосская скальная крыса принадлежит к инфраотряду Hystricognathi и является его базальным видом. Вымершие таксоны в морфологических исследованиях не учитывались.
Анализ митохондриальной 12S рРНК и последовательности цитохрома b, однако, показал, что лаосская скальная крыса является родственником таких ныне живущих африканских Hystricognathi, как скальная крыса и голый землекоп. Другой тип анализа последовательности цитохрома b дал тот же результат, что и морфологические исследования. Однако, ни один анализ с полной точностью не подтвердил принадлежность этого вида к Hystricognathi; в целом, он, вероятнее всего, является базальным видом африканских грызунов.
Досон с соавторами (2006) опровергли представление о том, что лаосская скальная крыса относится к Hystricognathi, приводя в аргумент то, что строение её нижней челюсти соответствует таковому у Sciurognathi. Они оценили, что лаосская скальная крыса схожа с некоторыми ископаемыми грызунами и заключили, что этот вид является родственником Diatomyidae, особенно Diatomys. Их результаты навели на мысль, что Diatomyidae являются сестринской группой гребнепалых, и эта обобщённая клада (наряду с Yuomyidae) состоит в родственных связях с Hystricognathi. Кроме лаосской скальной крысы, другие Diatomyidae также помещались в различные семейства. Мэн и Гинзбург (1986), а также Маккенна и Белл (1997) относили Diatomys к долгоноговым. Флинн и др. (1986) включили Fallomus в Chapattimyidae (семейство, известное только по ископаемым остаткам). Мэн и Гинзбург (1997) заключили, что Diatomyidae должны быть членами надсемейства Ctenodactyloidea. Мариво и др. (2004) объединили их в единое семейство Diatomyidae, но также признали, что это семейство родственно долгоноговым. Исследования ископаемых остатков Досон и её соавторами были подтверждены ДНК-анализом Юшон с соавторами (2007). Эта группа назвала возможную дату расхождения лаосской скальной крысы и африканских гребнепалых, двух ближайших родственников, — средний-ранний эоцен.